# 潘光統
潘光统（？—1573年），字少承，号滋兰。顺德人，明朝政治人物。

## 生平
早年與梁有譽、梁紹震、黎民表等定交，相與受學於黃佐。嘉靖二十年（1541年）貢生，入太學。隆慶五年（1571年），任光祿良醞署監事，後升京府通判。有操守，學問篤實。工於詩。萬曆元年（1573年），卒。著有《滋蘭集》。